# Charles William Oatley
Charles William Oatley est un scientifique britannique né à Frome dans le Somerset, Royaume-Uni le 14 février 1904 et décédé le 11 mars 1996. Les travaux de recherche conduits sous sa direction sur le Microscope électronique à balayage ont apporté de nombreux développements et ont permis la popularisation des MEB.

## Carrière avant la microscopie à balayage
Fils d'un industriel en boulangerie, Charles Oatley est admis à St John's College à l'Université de Cambridge. Son professeur, le physicien Edward Appleton, l'aide à se faire engager en 1925 par Radio Accessories, une petite société qui fabrique des tubes électroniques pour la radio qui forme alors une des principales applications de l'industrie électronique naissante.
Radio Accessories fait faillite en 1927, mais c'est bien dans ce domaine de l'électronique des tubes que Charles Oatley effectue la première partie de sa carrière, jusqu'au moins en 1948. Toujours grâce à l'appui d'Appleton, Oatley a réintégré l'université, au King's college de Londres. Pendant la Seconde Guerre mondiale, à l'instar de tous les scientifiques pouvant être utile à l'effort de guerre britannique, il met ses compétences au service du développement du radar, arme stratégique naissante. Il constitue un groupe au laboratoire des hautes tensions du Laboratoire Cavendish pour caractériser et tester les tubes électroniques susceptibles d'être utilisés dans le premier étage des amplificateurs des récepteurs d'ondes radar qui sont à l'époque dans la gamme de fréquence des 200 MHz.
À partir de 1943, il assure des fonctions de direction dans la grosse unité de recherches que l'armée britannique a installée à Malvern, en coopération avec le projet nucléaire canadien de Chalk River, mais, la paix revenue, il préfère revenir à la vie universitaire, toujours à Cambridge, où il est chargé de mettre sur pied une formation universitaire à l'électronique moderne dans le cadre du département d'« Engineering ».

## L'aventure de la microscopie électronique à balayage
Ce que l'on appellera ensuite le microscope électronique à balayage (MEB) n'est qu'un projet parmi d'autres qu'il développe dans les années d'après-guerre. D'après son élève K.C.A. Smith, Oatley connaît les travaux menés avant-guerre par Manfred von Ardenne, en Allemagne et par Vladimir Zworykin, aux États-Unis, il connaît également les échecs relatifs de ces projets, mais il a également connaissance du développement par A.S. Baxter au Laboratoire de Cavendish d'un photomultiplicateur à dynodes en cuivre-béryllium qui devrait résoudre le problème de la détection des électrons jusque-là assurée par des picoampèremètres trop bruités. Von Ardenne avait lui aussi proposé cette idée dans son livre Elektronen-Übermikroskopie, mais, toujours selon Smith, Oatley n'en avait pas eu connaissance. Toujours est-il que c'est contre l'avis de la plupart des experts de la jeune microscopie électronique qu'Oatley lance son étudiant Dennis McMullan, mais comme il devait déclarer en 1982 : "J'ai toujours eu le sentiment que la recherche universitaire dans les sciences de l'ingénieur devait représenter une aventure vers des projets un peu hasardeux".
En 1951, le premier instrument de McMullan, SEM1 (en anglais, SEM veut dire scanning electron microscope) existe et peut produire des images. Trois nouveautés différencient cet instrument de ceux de Von Ardenne et Zworykin : la détection des électrons secondaires avec un multiplicateur d'électrons à dynodes en cuivre-beryllium, l'inclinaison prononcée du plan de l'échantillon par rapport à l'axe de la colonne électronique et une énergie plus élevée des ions primaires afin de réduire l'effet de la contamination de surface sur l'émission secondaire. En plus, sous-produit de la technologie des radars, un écran cathodique à balayage lent, faible rémanence et haute résolution, est utilisé pour produire les images qui sont ensuite enregistrées sur une pellicule photographique. Pour la première fois, on pouvait faire ressortir des images avec un bel effet de relief.
À l'époque, la microscopie électronique à transmission est devenue une discipline établie, et dans ce milieu, personne ne croit en l'avenir de la microscopie à balayage, personne n'est impressionné par les images de McMullan dont la résolution spatiale est encore loin derrière celle des microscopes à transmission. Oatley décide de poursuivre le projet, mais il est le seul à y croire. Il fait l'hypothèse qu'il doit bien exister une classe d'applications pour laquelle la résolution spatiale ultime n'est pas le facteur de mérite le plus important. Le nouvel instrument devrait pouvoir tirer parti de la facilité à préparer les échantillons, de la grande profondeur de champ, du relief des images.
Un nouvel instrument, SEM2 est lancé, mais ce sont les progrès réalisés sur le détecteur d'électrons secondaires qui permettent à la microscopie à balayage de faire sa percée. Tous les thésards d'Oatley participent aux améliorations, mais deux d'entre eux, Everhart et Thornley apportent une contribution décisive : pour la postérité, on retiendra le nom de Détecteur Everhart-Thornley. De 1955 à 1965, une série de thésards perfectionnent l'instrumentation et la technique en travaillant sur la lignée de prototypes SEM1, SEM2, SEM3, SEM4, SEM5. On peut dire que la grosse contribution d'Oatley à la microscopie à balayage aura été de créer et d'animer un laboratoire capable d'accueillir des dizaines de thésards entre 1948 et la fin des années soixante-dix.

## Le Stereoscan de Cambridge instruments
À partir de 1956, suffisamment d'applications ont été testées sur les différents prototypes pour qu'un développement industriel puisse être envisagé. Oatley prend contact avec la société AEI (Associated Electrical Industries), anciennement Metropolitan Vickers, déjà investie dans les microscopes électroniques à transmission et dans les sondes électroniques pour la microanalyse. En fait, lorsque AEI obtient sa première commande, les ingénieurs d'AEI tentent d'adapter leur sonde de microanalyse. C'est un échec, le client renvoie la machine et commandera plus tard, directement à l'Engineering Department d'Oatley, une copie exacte d'un prototype du labo.
Finalement, c'est une société de Cambridge, Cambridge Scientific Instrument Company, qui se lance dans l'industrialisation du microscope électronique à balayage en partenariat avec le groupe d'Oatley. Finalement, c'est en 1965 que sortent les cinq premiers modèles commerciaux sous le nom de Stereoscan qui pendant une décennie sera dans les milieux de la recherche synonyme de microscope électronique à balayage.
Sir Charles William Oatley s'est vu attribuer un certain nombre de distinctions : Ordre de l'Empire britannique, Royal Society, Royal Academy of Engineering.

## Postérité
À partir de la fin des années soixante, la microscopie à balayage cesse d'être un sujet de recherche. Les anciens étudiants d'Oatley, notamment Alec Broers, Fabian Pease et T.H.P. Chang vont alors devenir les pionniers de la Lithographie à faisceau d'électrons.
Charles William Oatley a été élu membre de la Royal Society (FRS) le 20 mars 1969. Il a été anobli en 1974.

## Sources
K.C.A. Smith, Charles Oatley:  Pioneer of  scanning electron microscopy, EMAG '97 Proceedings, IOP Publishing Ltd 1997